# Dominikánský klášter (Malá Strana)
Někdejší dominikánský klášter na Malé Straně v Praze 1 je bývalý barokní konvent, v němž dnes sídlí hotel Mandarin Oriental Prague.

## Historie

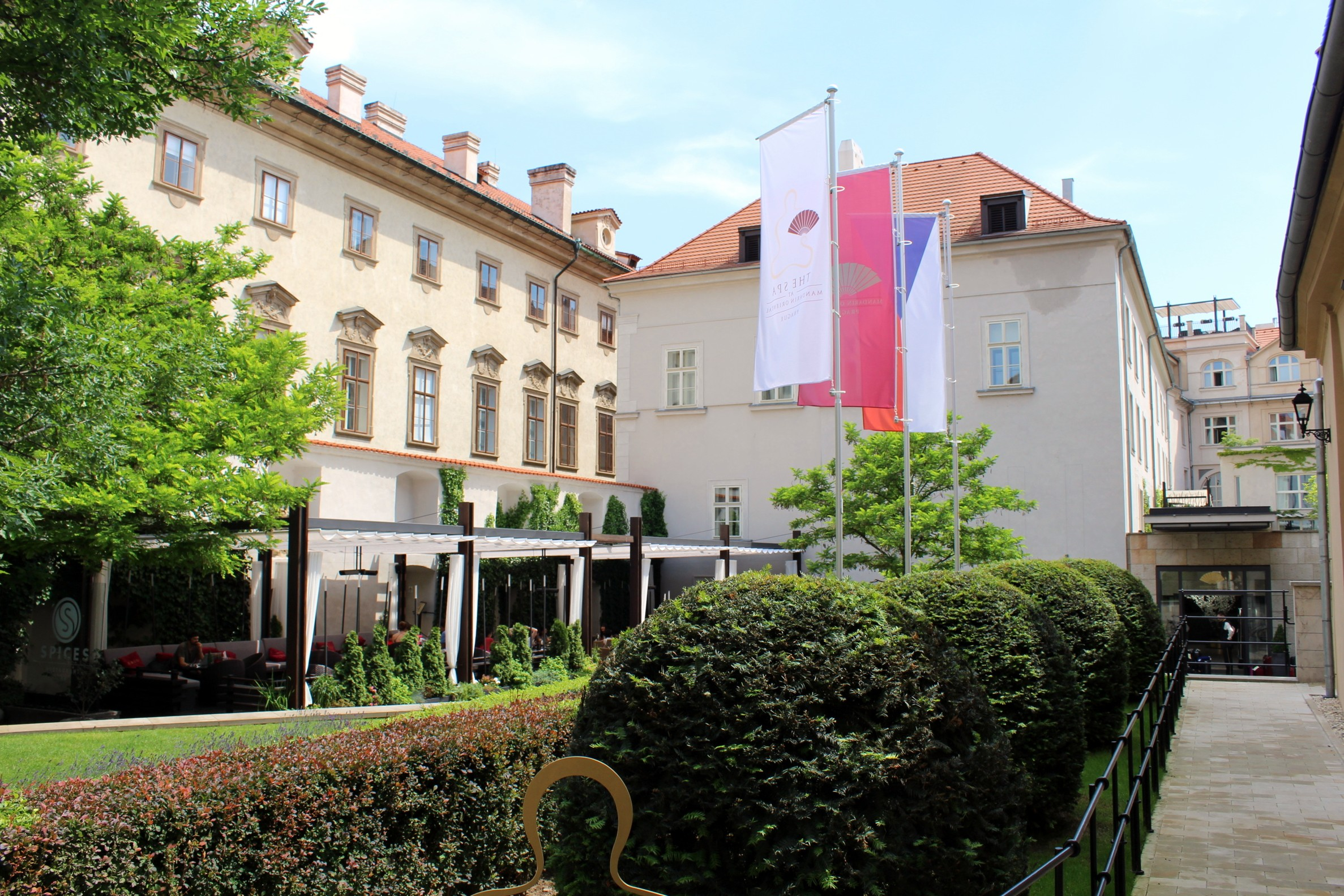
Klášterní dvůr, dnes hotel Mandarin Oriental Prague. Za zdmi kláštera je patrná západní fasáda Nostického paláce.

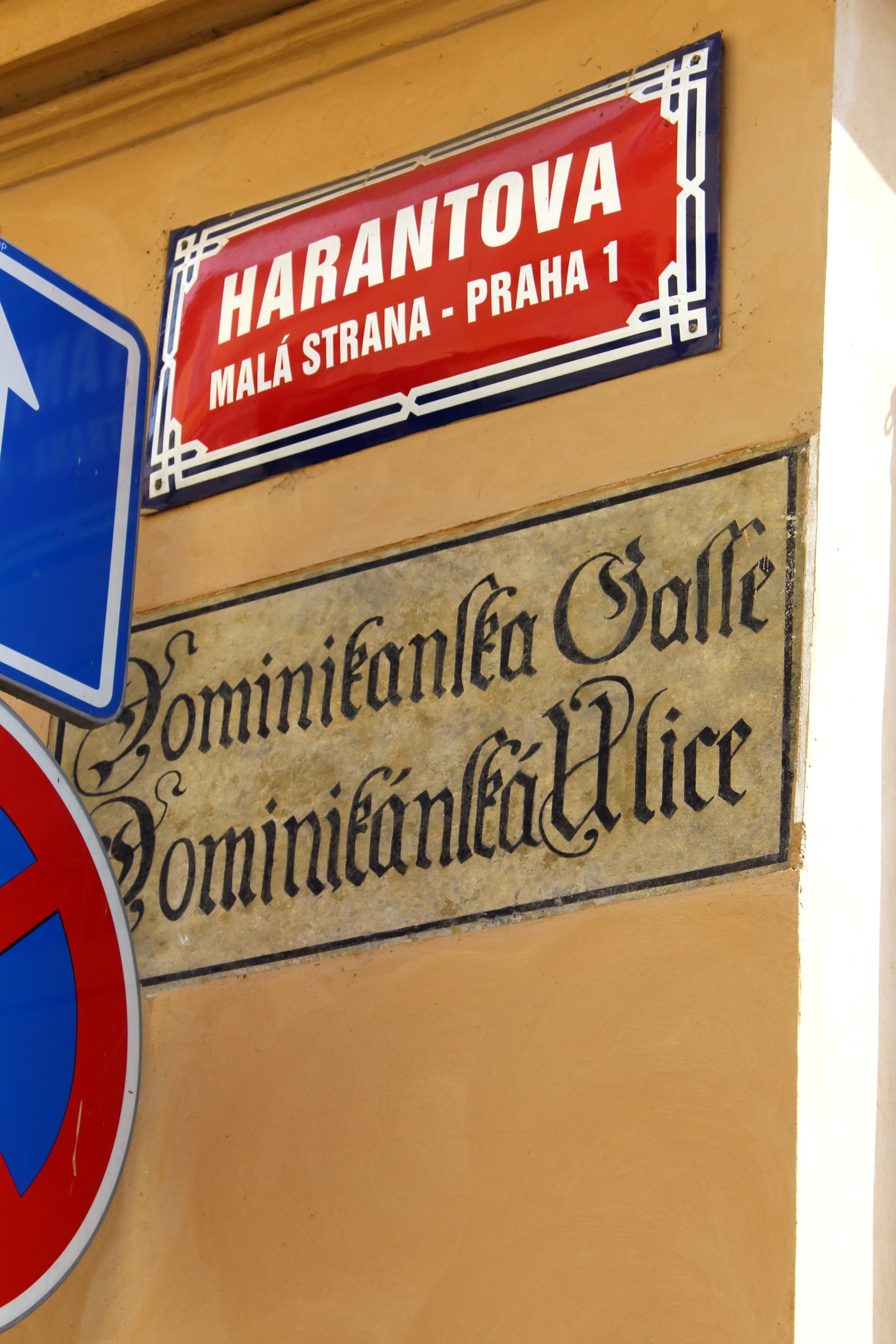
Někdejší dominikánskou komunitu připomíná starý nápis v dnešní Harantově ulici

Na místě kostela sv. Máří Magdaleny (dnešního sídla Českého muzea hudby) stával před rokem 1329 starší kostel při klášteře magdalenitek. Ten byl roku 1420 vydrancován husity a poté zkonfiskován ve prospěch malostranské obce a konvent zanikl.
Pozdější dominikánský klášter vznikl roku 1604 na místě někdejšího kláštera magdalenitek u kostela sv. Máří Magdalény na Malé Straně. V roce 1783 byl klášter i kostel v rámci církevní reformy císaře Josefa II. zrušeny.
V letech 1848-1948 zde sídlila Státní tiskárna.
V letech 2004-2006 prošel zchátralý objekt nákladnou rekonstrukcí a vznikl zde luxusní hotel Mandarin Oriental Prague a bývalý kostel sv. Máří Magdaleny byl přestavěn pro potřeby Českého muzea hudby.